# Thésée et le Minotaure (film, 1960)
Pour plus de détails, voir Fiche technique et Distribution.
Thésée et le Minotaure (titre original italien : Teseo contro il minotauro) est un film d'aventure italien réalisé par Silvio Amadio et sorti en 1960.

## Synopsis
Alors qu'ils rentrent à Athènes, Thésée et son ami Demetrios sauvent une belle jeune femme de la mort, Ariane. Demetrios trouve frappante la ressemblance entre Ariane et sa reine, Phèdre, qui règne sur la Crète. Quant à Thésée, il en tombe immédiatement amoureux et va la présenter à son père, le roi d'Athènes. Mais Phèdre donne l'ordre à Demetrios d'éliminer Ariane. Il ne peut s'y contraindre et se confie à Thésée. Ce dernier décide alors de se rendre en Crète, afin de rencontrer Phèdre et de comprendre pourquoi la reine désire tant la mort de celle qu'il aime.

## Fiche technique
- Titre : Thésée et le Minotaure
- Titre original : Teseo contro il minotauro
- Réalisation : Silvio Amadio, assisté d'Alberto de Martino
- Scénario : Gian Paolo Callegari et Sandro Continenza-Yallah
- Production : Giorgio Agliani, Gino Mordini et Rudolphe Solmesne
- Musique : Carlo Rustichelli
- Photographie : Aldo Giordani
- Montage : Nella Nannuzzi
- Décors : Piero Poletto
- Pays d'origine : Italie
- Format : Couleurs - 2,35:1 - Mono
- Genre : Aventure, fantasy
- Durée : 92 minutes
- Date de sortie : 1960

## Distribution
- Bob Mathias  (VF : Jean-Claude Michel) : Thésée
- Rosanna Schiaffino : Princesse Phèdre / Ariane
- Alberto Lupo  (VF : Andre Valmy) : Chirone
- Rik Battaglia : Demetrios
- Carlo Tamberlani  (VF : Pierre Michau) : Roi Minos
- Nico Pepe : Gerione
- Susanne Loret (VF : Claire Guibert )  : Amphitrite
- Nerio Bernardi (VF : Jacques Berlioz )  : le roi Égée
- Paul Muller  (VF : Henri Nassiet) : Docteur
- Tiziana Casetti : Elea, fille de Xantos
- Vittorio Vaser  (VF : Henri Djanik) : Timon
- Elena Zareschi : Reine Pasiphaé
- Milo Malagoli : Le Minotaure
- Alberto Plebani (VF : Paul Bonifas) : Xantos
- Adriano Micantoni (VF : Jean-Henri Chambois) : le grand prêtre
- Puccio Ceccarelli : Geôlier
- Giovanni Materassi : Trepsos
- Gino Scotti : prêtre
- Antonio Corevi :conseiller de Minos
- Tina Lattanzi :la mère de la fille sacrifiée